# メトキシピラジン

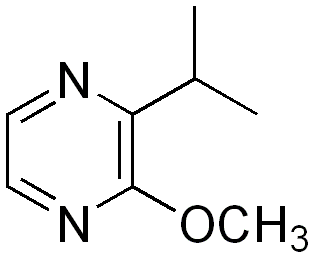
イソプロピルメトキシピラジンの化学構造

メトキシピラジン(Methoxypyrazines)は、ピラジン環にメトキシ基が結合した、香りを持つ物質の分類である。その香りは、ある種のワインに含まれるものやナミテントウが発する2-イソプロピル-3-メトキシピラジンのように、好ましくないものであることも多い。また、たばこの添加物としても同定されている。検出閾値は非常に低く、2ppt近く(1 ng/L)である。

## ブドウに含まれるメトキシピラジン
カベルネ・ソーヴィニヨンは、メトキシピラジンを高濃度で含む。2-イソブチル-3-メトキシピラジンと2-イソプロピル-3-メトキシピラジンの2つは、ソーヴィニヨン・ブランのワインが持つ緑の香りに寄与していると考えられている。

## コーヒーに含まれるメトキシピラジン
コーヒーにおいては、アルキルピラジン類は好ましい焙煎香をもたらすが、メトキシピラジンは「ポテト臭」と呼ばれる異臭の原因となる。ルワンダをはじめとするアフリカ中部産のコーヒー豆の中には、しばしばポテト臭を持つ欠点豆が混入する。汚染された豆は外観では区別が困難で、数粒混入しただけでコーヒー全体に異臭が広がることから問題となっている。この地方に多く発生するカメムシの一種のアンテスティアがコーヒーノキの果実の汁を吸う際に、唾液を通じて侵入する細菌が果実内で異常発酵を起こし、メトキシピラジンを生成することが原因であると考えられる。